# Condado de Fayette (Kentucky)
El condado de Fayette (en inglés: Fayette County) es un condado en el estado estadounidense de Kentucky. En el censo de 2000 el condado tenía una población de 260.512 habitantes. Forma parte del área metropolitana de Lexington–Fayette. La sede de condado es Lexington. La Universidad de Kentucky, la mayor universidad del estado en número de estudiantes, se encuentran en el condado.

## Historia

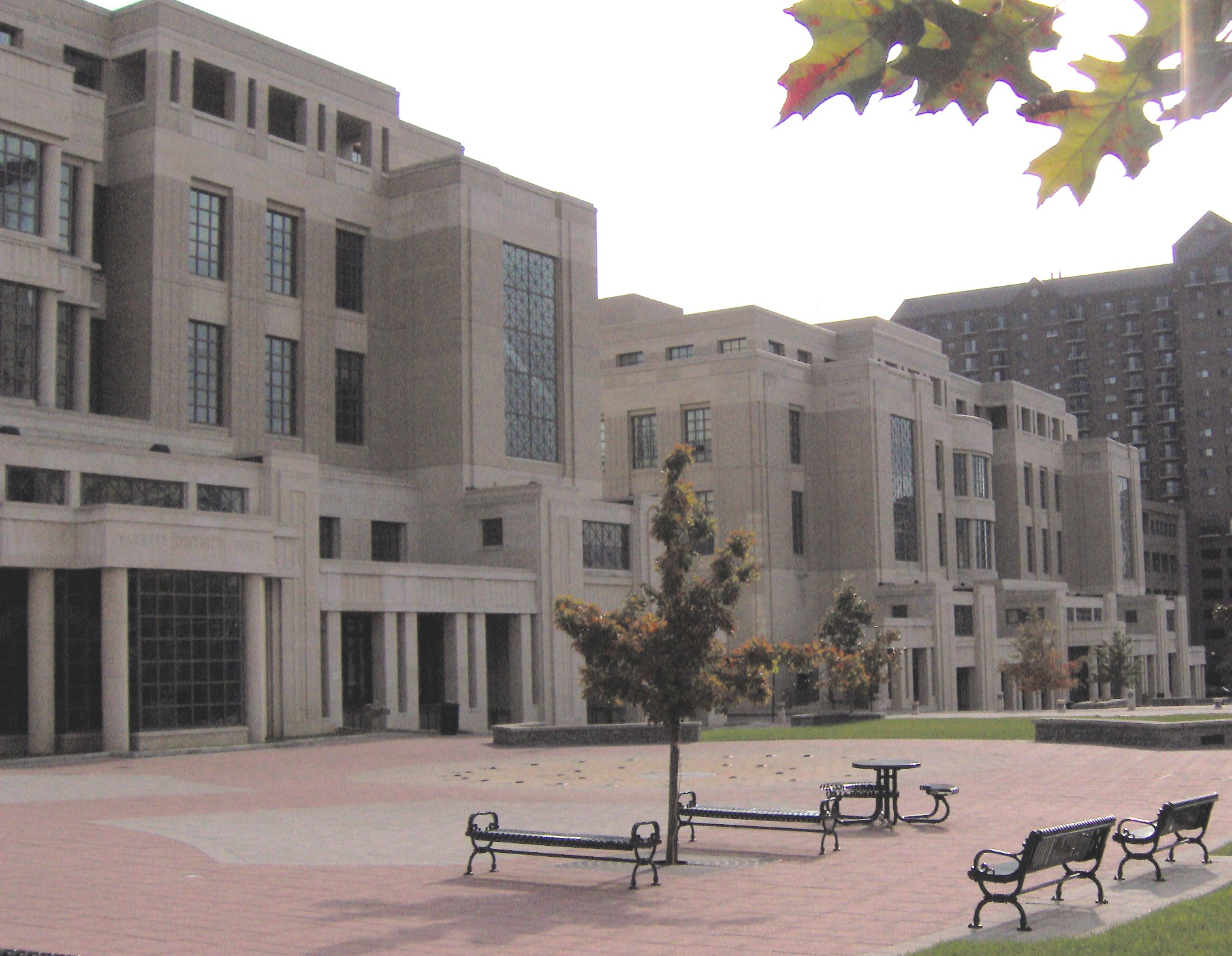
Juzgado del condado de Fayette en Lexington.

El condado de Fayette es uno de los tres condados que fueron formados a partir del condado de Kentucky (Virginia) por el Acta de Virginia en 1780, siendo nombrado en honor al Marqués de La Fayette. Originalmente el condado incluía el área al norte y este del río Kentucky, el terreno que actualmente es ocupado por 37 condados. El condado adquirió sus dimensiones actuales en 1799.
El 1 de enero de 1974, el condado de Fayette fusionó su gobierno con el de la ciudad de Lexington, pasando así al sistema de gobierno ciudad-condado consolidada.

## Geografía
Según la Oficina del Censo, el condado tiene un área total de 739 km² (286 sq mi), de la cual 737 km² (285 sq mi) es tierra y 2 km² (1 sq mi) (0,35%) es agua.

### Condados adyacentes
- Condado de Scott (norte)
- Condado de Bourbon (noreste)
- Condado de Clark (este)
- Condado de Madison (sur)
- Condado de Jessamine (sur)
- Condado de Woodford (oeste)

## Autopistas importantes
- Interestatal 64
- Interestatal 75
- U.S. Route 25
- U.S. Route 27
- U.S. Route 60
- U.S. Route 68
- U.S. Route 421
- Ruta Estatal de Kentucky 4

## Demografía
En el  censo de 2000, hubo 260.512 personas, 108.288 hogares y 62.915 familias residiendo en el condado. La densidad poblacional era de 916 personas por milla cuadrada (354/km²). En el 2000 había 116.167 unidades unifamiliares en una densidad de 408 por milla cuadrada (158/km²). La demografía del condado era de 81,04% blancos, 13,48% afroamericanos, 0,19% amerindios, 2,46% asiáticos, 0,03% isleños del Pacífico, 1,21% de otras razas y 1,58% de dos o más razas. 3,29% de la población era de origen hispano o latino de cualquier raza. Se estima que es el condado de estados unidos con mayor densidad de caballos, con un total de 55 caballos por milla cuadrada. 
La renta promedio para un hogar del condado era de $39.813 y el ingreso promedio para una familia era de $53.264. En 2000 los hombres tenían un ingreso medio de $36.166 versus $26.964 para las mujeres. La renta per cápita para el condado era de $23.109 y el 12,90% de la población estaba bajo el umbral de pobreza nacional.

## Ciudades y pueblos
- Athens
- Lexington